# Sh2-291
Sh2-291 est une nébuleuse en émission visible dans la constellation de la Licorne.
On l'observe dans la partie sud de la constellation, à environ 9° au nord de Sirius, l'étoile la plus brillante du ciel nocturne. Elle apparaît comme un léger halo de forme ovale ouvert sur le côté sud-est, où elle est moins brillante. Située à environ 7° au sud de l'équateur céleste, elle peut être facilement observée depuis toutes les zones peuplées de la Terre, sans différences majeures d'un hémisphère à l'autre. La période la plus favorable pour son observation dans le ciel du soir est de décembre à avril.
Il s'agit d'une région H II étendue sur une soixantaine d'années-lumière et située à une distance d'environ 8 500 pc (∼27 700 al), sur le bras du Cygne, le bras spiral le plus externe de la Voie lactée en correspondance avec le système solaire. Selon certaines études, le nuage serait associé à l'étoile variable EM Monocerotis et constituerait la partie la plus brillante d'une région éloignée de formation d'étoiles cataloguée comme 220,52-2,77. D'autres sources l'associent plutôt à la source de rayonnement infrarouge IRAS 06529-0755. Tous les chercheurs s'accordent cependant pour lui attribuer une grande distance, la plaçant à la périphérie de la Voie lactée.